# سیمیون استویلوف
سیمیون استویلوف (به رومانیایی: Simion Stoilow) (زاده ۱۴ سپتامبر ۱۸۷۷-درگذشته ۴ آوریل ۱۹۶۱ در بخارست) ریاضی‌دان اهل رومانی بود.
وی از سال ۱۹۰۷ در دانشگاه سوربن به تحصیل پرداخت و در سال ۱۹۱۶ از رساله دکتریش با موضوع «دربارهٔ رده ای از تابعهای دو متغیره تعریف شده بوسیله معادله‌های پاره ای خطی تعریف شده‌اند» با سرپرستی امیل پیکار دفاع کرد و پس از آن در دانشگاه بخارست به کار سرگرم شد و از سال ۱۹۳۹ در آنجا به مقام استادی تمام رسید. او نخست معاون و از سال ۱۹۵۴ رئیس مؤسسه ریاضی آکادمی رومانی شد و این سمت را تا پایان عمر داشت. امروزه این مؤسسه به افتخار او مؤسسه ریاضی استویلوف نام دارد.
زمینه پژوهشی استویلوف آنالیز ریاضی و آنالیز مختلط بود. او را به عنوان پدر شاخه آنالیز مختلط در رومانی می‌شناسد. وی همچنین یکی از بنیانگذاران نظریه توپولوژیک آنالیز مختلط بود و در این زمینه به ویژه قضیه فاکتورگیری به نام او شهرت دارد. همچنین قضیه فشرده سازی به نام او و کرکیارتو شناخته می‌شود.